# Андреу, Адамос
Ада́мос Андре́у (греч. Αδάμος Ανδρέου; род. 18 декабря 1994, Ларнака) — кипрский футболист, полузащитник клуба «Неа Саламина».

## Клубная карьера
Андреу является воспитанником «Анортосиса», с которым подписал первый профессиональный контракт. Дебютировал в основном составе клуба в кипрском дивизионе А 5 мая 2012 года в игре против АЕЛ. 17-летний полузащитник появился на поле на 78-й минуте вместо Янниса Оккаса. В последующие сезоны Андреу периодически выходил на поле в составе команды, но какими-либо результативными действиями не отмечался.
29 сентября 2015 года отправился в годичную аренду в команду «Омония» из Арадипу, выступающую во втором дивизионе. Впервые в футболке новой команды появился на поле 3 октября в домашней игре с «ЕНАД Полис Хрисохоус», выйдя на замену на 61-й минуте. 7 ноября на 65-й минуте встречи с «Дигенис Ороклинисом» забил первый мяч в профессиональной карьере, чем принёс своей команде ничью 1:1. В общей сложности полузащитник принял участие в 20 матчах «Омонии», в которых отличился трижды.
28 января 2018 года стал игроком «Этникоса». Первую игру за клуб провёл 31 января против «Ариса» из Лимасола, выйдя во втором тайме. Приняв участие ещё в трёх встречах команды в феврале, больше за «Этникос» не играл.
В середине января 2019 года подписал контракт с «Дигенис Ороклинисом». Дебютировал в его составе во втором дивизионе 19 января против своего бывшего клуба «Этникоса», появившись на поле в середине второго тайма. Встреча завершилась поражением со счётом 1:3. 18 мая в последнем туре чемпионата на 69-й минуте матча с «Кармиотиссой» поразил ворота соперника, что не спасло его клуб от поражения. «Дигенис» занял последнее место в турнирной таблице и вылетел в третий дивизион. Андреу принял участие в 15 встречах, в которых отметился одним забитым мячом.
В июле 2019 года перебрался в «Айя Напу», также выступавшую во втором дивизионе. 21 сентября дебютировал в её составе в матче с «Омонией», выйдя на последние 23 минуты матча, но результативными действиями не отметился. По результатам двух стадий чемпионата «Айя Напа» заняла четвёртое место.
30 июля 2020 года вернулся в высший дивизион, подписав трёхлетнее соглашение с «Неа Саламиной». В её составе впервые сыграл в матче чемпионата Кипра 24 августа с АЕЛ, выйдя в стартовом составе.

## Карьера в сборной
В октябре 2010 года дебютировал в сборной Кипра до 17 лет в матче отборочного турнира юношеского чемпионата Европы со сборной Италии, выйдя в стартовом составе и проведя на поле всю встречу. В следующей игре с Францией в добавленное время забил единственный мяч своей команды, принеся сборной Кипра ничью 1:1. Также принимал участие в заключительном матче группового этапа против Словении. Кипр в трёх матчах набрал только одно очко и занял последнее место в турнирной таблице.
В ноябре 2012 состоялся дебют Андреу в сборной Кипра до 19 лет. В товарищеской встрече с Польшей 6 ноября вышел в стартовом составе и на 40-й минуте открыл счёт в игре, закончившейся разгромом соперника 3:0. В составе сборной также принимал участие в квалификационном раунде отборочного турнира к чемпионату Европы в Литве. В матче с финнами забил единственный мяч и принёс сборной победу, благодаря которой Кипр занял второе место в группе и попал в элитный раунд.
4 сентября 2015 сыграл свой единственный матч за молодёжную сборную Кипра. В отборочной игре чемпионата Европы с Нидерландами Андеру вышел на замену после перерыва вместо Такиса Константину.

## Клубная статистика
| Выступление        | Выступление      | Выступление      | Лига | Лига | Кубки | Кубки | Конт.кубки | Конт.кубки | Итого | Итого |
| Клуб               | Лига             | Сезон            | Игры | Голы | Игры  | Голы  | Игры       | Голы       | Игры  | Голы  |
| ------------------ | ---------------- | ---------------- | ---- | ---- | ----- | ----- | ---------- | ---------- | ----- | ----- |
| Анортосис          | Дивизион А       | 2011/12          | 1    | 0    | 0     | 0     | 0          | 0          | 1     | 0     |
| Анортосис          | Дивизион А       | 2012/13          | 1    | 0    | 0     | 0     | 0          | 0          | 1     | 0     |
| Анортосис          | Дивизион А       | 2013/14          | 4    | 0    | 0     | 0     | 0          | 0          | 4     | 0     |
| Анортосис          | Дивизион А       | 2014/15          | 7    | 0    | 2     | 0     | 0          | 0          | 9     | 0     |
| Анортосис          | Дивизион А       | 2015/16          | 0    | 0    | 0     | 0     | 0          | 0          | 0     | 0     |
| Анортосис          | Дивизион А       | 2016/17          | 0    | 0    | 0     | 0     | 0          | 0          | 0     | 0     |
| Анортосис          | Итого            | Итого            | 13   | 0    | 2     | 0     | 0          | 0          | 15    | 0     |
| → Омония (Арадипу) | Дивизион В       | 2015/16          | 20   | 3    | 0     | 0     | 0          | 0          | 20    | 3     |
| → Омония (Арадипу) | Итого            | Итого            | 20   | 3    | 0     | 0     | 0          | 0          | 20    | 3     |
| Этникос (Ахна)     | Дивизион А       | 2017/18          | 4    | 0    | 0     | 0     | 0          | 0          | 4     | 0     |
| Этникос (Ахна)     | Итого            | Итого            | 4    | 0    | 0     | 0     | 0          | 0          | 4     | 0     |
| Дигенис Ороклинис  | Дивизион В       | 2018/19          | 15   | 1    | 0     | 0     | 0          | 0          | 15    | 1     |
| Дигенис Ороклинис  | Итого            | Итого            | 15   | 1    | 0     | 0     | 0          | 0          | 15    | 1     |
| Айя Напа           | Дивизион В       | 2019/20          | 12   | 0    | 1     | 0     | 0          | 0          | 13    | 0     |
| Айя Напа           | Итого            | Итого            | 12   | 0    | 1     | 0     | 0          | 0          | 13    | 0     |
| Неа Саламина       | Дивизион А       | 2020/21          | 24   | 0    | 1     | 0     | 0          | 0          | 25    | 0     |
| Неа Саламина       | Итого            | Итого            | 24   | 0    | 1     | 0     | 0          | 0          | 25    | 0     |
| Всего за карьеру   | Всего за карьеру | Всего за карьеру | 88   | 4    | 4     | 0     | 0          | 0          | 92    | 4     |